# Dalima lucens
Dalima lucens är en fjärilsart som beskrevs av W. Warren 1893. Dalima lucens ingår i släktet Dalima och familjen mätare. Inga underarter finns listade i Catalogue of Life.